# ウツボグサ
ウツボグサ（靫草・空穂草・滁州夏枯草、学名: Prunella vulgaris subsp. asiatica）は、シソ科ウツボグサ属の多年生植物の1種。日当たりのよい山地に自生する。草丈30センチメートルほどで、地下茎を伸ばして殖える。夏に紫色の花穂をつけるが、花が終わると褐色に変化して枯れたように見える。漢方でも使われる薬用植物で、別名をカコソウ（夏枯草）、セルフヒールといって、利尿や消炎に用いられる。

## 名称
和名ウツボグサは、円筒形の花穂の形、もしくは花穂につく小花の形が、武士が弓矢を入れて背中に背負った道具である靫（うつぼ）に似ていることに由来する。中国植物名は、夏枯草、日本夏枯草（にほんかごそう）、日本で漢方などで使われる別名は夏枯草（カコソウ）といい、夏に花が終わると褐色に変わって、一見枯れたように見えるところから呼ばれたものである。その他、アブラグサ、カゴグサ、カゴソウ、クスリグサ、ジビョウグサ、チドメグサなど薬効にまつわる別名や、ヒグラシなど多数の呼び名がある。
日本の地方によっては、カゴソウ（青森県・岩手県・秋田県・神奈川県・和歌山県・兵庫県・岡山県・山口県）、コムソクサ（広島県・宮崎県・鹿児島県）、ミコノスズ（京都府）、ヘビノマクラ（長野県）などの地方名でも呼ばれている。 
ラテン語の学名は、属名の Prunella はドイツ語に由来する扁桃腺炎を意味し、その治療に使われたもので、種小名の vulgaris はどこにでもあるの意味で、ヨーロッパ、北アフリカ、オーストラリア、北アメリカなど世界各地で見られることに由来する。本種 subsp. asiatica は、母種セイヨウウツボグサの亜種であることを示している。
花言葉は、「感謝」「協調性」である。

## 分布・生育地
日本各地（北海道・本州・四国・九州）、アジアの東部から北東部の温帯域に分布する多年生草本。各地の低山、山のふもとなど日当たりのよい山野の草地に群生する。野原や丘陵の道端などでよく見かけられる。

## 形態・生態
多年草。匍匐（ほふく）性で、4月になると茎は基部が少し地表を這うように伸ばして、そこから高さが10 - 30センチメートル (cm) に直立またはやや斜めに立ち上がり、茎断面が四角形である。葉は葉柄がついて茎に対生し、葉身は長さ2 - 5 cmの披針形から卵状長楕円形をしていて、葉縁にごく浅い鋸歯が少数ある。茎葉全体に細かい白毛が密生する。シソ科植物に見られる特有の芳香はない。
花期は夏（6 - 8月）で、茎の先端に3 - 8 cmの角ばった花穂をつけ、紫色の唇形花を密集して穂の下から上へと順に咲かせる。花冠が約1 - 2 cmの唇形、上唇が帽子状で、下唇は3裂する。真夏に花が終わると、花穂はすぐに暗褐色に変化する。花後、根元から茎を四方に盛んに伸ばして地面を這い、その先に苗ができる。花が終わって花穂が乾燥すると、萼筒の中に4個の種子があるのが落ちる。
変種にミヤマウツボグサがあり、草丈が低く、葉縁に粗いギザギザの鋸歯がある。

## 栽培
繁殖は、春に種子を床蒔きして実生、または株分けで行なわれる。日当たりの良いところで育生させないと花がつかない。

## 利用
花後の枯れた穂は、利尿剤、うがい薬などに用いられる。若葉は食用にもなる。

### 薬用
花穂は6 – 8月の花が終わる枯れかかった頃に採集して、天日干しにしたものを日本・中国で夏枯草（カゴソウ）といい、日本薬局方にある生薬で昔から漢方でも使われている。主に中国、韓国で生産される。花穂にはウルソール酸（精油）、プルネリン（配糖体）、その他多量の塩化カリウム（無機塩類）、タンニンなどを含んでいる。塩化カリウムなどの無機塩類は体内の尿の出を良くする利尿作用があり、カリウムには体内の塩分（ナトリウム）を出させる作用がある。タンニンには消炎作用と組織細胞を引き締める収斂作用があり、全体として消炎や利尿薬として用いられる。
民間療法では、腎炎、膀胱炎、脚気などでむくみがあるときに、夏枯草5 – 10 gを400 – 600 ccの水で半量になるまで煎じ、1日3回に分けて服用することで、尿の出を良くし、むくみの軽減や治りを早めるのに役立つとされる。茶のように煮出したいわゆる薬草茶で、クセがなく飲みやすいほうだといわれる。味患部の熱をとる力があり、膀胱炎で下腹部が温かく感じる人や、甲状腺腫やリンパ腺結核、目の充血や痛みで熱感がある人にはよいとされる。ただし、患部が冷たいときや冷え性、妊婦への服用は禁忌とされている。
また、口内炎、口内のはれもの、のどの痛み、扁桃炎にも使用され、前記の煎液で1日数回にわけてうがいすることによって、タンニンの作用で腫れや痛みの緩和に役立つ。
中国では、夏の暑気払いにお茶代わりに夏枯草を用いており、1cmほどに刻んで適宜水を加えて煮立てて飲用し、水分の補給と利尿により疲労回復を促すものと考えられている。
ヨーロッパにおいても民間薬に利用され、ウツボグサ及びタイリンウツボグサ（P. grandiflora Jacq.）を肺病や胃腸の病に用いた。

### ハーブ
日本ではハーブティとして用いられ、また、止血作用と治癒促進作用があるとされ、外傷薬として古くから利用されてきた。強壮剤、うがい薬としても用いられる。ヨーロッパでは、自然治療を意味するセルフヒールという名で知られ、ハーブとして親しまれている。

### 食用
春に若い苗や若葉を摘んで、夏以降は花びらを採取して食用にする。採取時期は、関東地方以西が3 - 4月、東北地方が4 - 5月、北海道は5月ごろが適期とされる。軽く茹でて水にさらして、酢の物や和え物、煮びたしや、生のまま天ぷらなどに調理できる。また花びらは、軽く茹でて酢の物や、生のまま衣をつけて天ぷらもできる。

## 近縁種
近縁の日本固有種に高山性のタテヤマウツボグサ（立山靫草、学名：Prunella prunelliformis (Maxim.) Makino）がある。
- タテヤマウツボグサ - ウツボグサよりも大型の種[17]。花は美しく、本州中部から北部の高山に分布する[16]。
- セイヨウウツボグサ - 園芸種。本来はヨーロッパ原産の母種[15]。ガーデニングの素材として流通している[19]。